# Фьельстад, Лисе
Лисе Фьельстад (норв. Lise Fjeldstad; собственно Лисе Барбра Скаппель Фьельстад; 17 июня 1939, Осло, Норвегия) — норвежская актриса, дочь знаменитого норвежского дирижёра и скрипача Эйвина Фьельстада (норв. Øivin Fjeldstad, 1903—1983).

## Биография
Родившись в семье музыкантов, Лисе получила музыкальное образование, но с детства мечтала стать актрисой, хотя и была весьма застенчивой. Лисе Фьельстад закончила Норвежскую Национальную Академию Театра в 1963 году. Сразу после окончания академии Лисе поступила в труппу норвежского театра Det Norske Teatret. В 1966 году сыграла роль Дездемоны в спектакле «Отелло» по трагедии Шекспира. Премьера спектакля имела огромный успех.
В 1975 году её пригласили в Норвежский национальный театр, где среди сыгранных ею ролей были Бланш Дюбуа из пьесы Тенесси Уильямса «Трамвай „Желание“», а также Агнес в драме Генрика Ибсена «Бранд». За время работы в Национальном театре она сыграла за 34 года более 50 ролей, и считается его ведущей актрисой. Её прощальным спектаклем стала «Чайка» по Чехову.
Российским зрителям актриса знакома в первую очередь по роли Тюры в советско-норвежском совместном кинофильме 1985 года «И на камнях растут деревья». В норвежском прокате фильм вышел под названием «Dragens fange».
В 1991 году Лисе Фьельстад завоевала главную норвежскую кинематографическую премию — «Аманда» в номинации лучшая женская роль первого плана за фильм «Dødsdansen». В 1993 году Лисе Фьельстад была произведена в кавалеры I степени норвежского королевского Ордена Святого Олафа.
В 1965 году Лисе вышла замуж за Гордона Бадди. Однако этот брак распался из-за того, что сама Лисе влюбилась и ушла к другому мужчине. Лисе живёт в гражданском браке с норвежским актёром Пером Сандерлендом, от которого у неё двое детей. Оба ребёнка родились, когда Лисе было уже больше сорока лет. Она ведёт активную общественную деятельность: выступает в различных телепередачах. Основными темами, которые её волнуют, являются школьная реформа, охрана окружающей среды, вопросы социальной защиты и здравоохранения.

## Фильмография
- 1964 — «Marenco» — Биттен Роянсен
- 1966 — «Голод» (англ. Hunger) — девчонка
- 1966 — «Африканец» (норв. Afrikaneren) — Эйлин
- 1968 — «Маленький Эйольф» (норв. Lille Eyolf) — Аста Альмерс
- 1968 — «Привет от Берты» (норв. Hilsen fra Bertha)
- 1969 — «Мы все демоны» (англ. We Are All Demons) — Ингер
- 1970 — «Антигона» — (норв. Antigone) — Исмена
- 1973 — «Вишнёвый сад» — Любовь Андреевна Раневская
- 1973 — «Кукольный дом» — Нора
- 1976 — «Дагни» — Дагни Юль
- 1985 — «Последнее место на земле» (англ. The Last Place on Earth) — Миссис Нансен
- 1985 — «И на камнях растут деревья» — Тюра

## Награды и признание
- 2006 год — Премия в честь столетия со дня смерти Генрика Ибсена ((норв. Ibsen Centennial Awards))
- 2006 год — Премия Германа Вильденвея (норв. Herman Wildenveys Poesipris)
- 2008 год — Премия города Осло (норв. Oslo bys kulturpris)